# Guardia de Lenin
Guardia de Lenin es el nombre colectivo usado para referirse a los más cercanos colaboradores de Lenin, incluido Stalin. El nombre se hizo ampliamente conocido en el contexto de la Gran Purga durante las acusaciones de Stalin de exterminar a los "viejos bolcheviques".